# Ева
Ева (ивр. חַוָּה‎, др.-евр. произн.: xawwͻ:h, совр. евр. произн.: Хава — букв. «дающая жизнь», греч. Εὔα, в мусульманской традиции — Хавва) — в авраамических религиях — праматерь всех людей, первая женщина, жена Адама, сотворённая из его ребра Богом, мать Каина, Авеля и Сифа.
Библейский рассказ о сотворении Адама и Евы, грехопадении и изгнании их из рая породил обширную литературу апокрифического характера.
Согласно книге Зогар, Ева была второй женой Адама после Лилит.
В каббале образ Евы соответствует сфире бина.

## Этимология
Традиционная этимология возводит имя Ева (Хавва) к еврейскому хаим «жизнь». Современные исследователи предполагают связь с финикийским хвт" и арамейским Хевъя означающим «змея» (или змееподобная богиня).
Варианты имени праматери Евы в древнерусских летописях и церковно-славянской Библии:
- Аналогичное имя Євга имя встречается в Ипатьевской летописи (л. 35 об.) конца XIII века и в Лаврентьевской летописи (л. 29, 29 об., 35 об.) начала XIV века.
- В Германове сборнике (1358—1359) используется написание Еѵва[5]. К написанию Єѵва призывает и Константин Философ в «Сказании о письменах» (1410-е)[6].
- В Комиссионном списке середины XV века Новгородской первой летописи младшего извода (л. 50, 50 об., 59) употребляется уже два варианта имени Ева: Євга и Євъга[7].
- В Острожской Библии (1581) и иконографии XVII века[8] используется написание имени праматери Евы как Євва.
- В Елизаветинской Библии (1751) и церковно-славянских текстах XVIII и XIX веков употребляется вариант написания Єѵа.
- В Извлечениях из Воронцовского списка 1820-х годов Новгодской летописи (л. 18 об.) употребляется современный вариант имени — Ева.

## Библейский рассказ

### Создание Евы

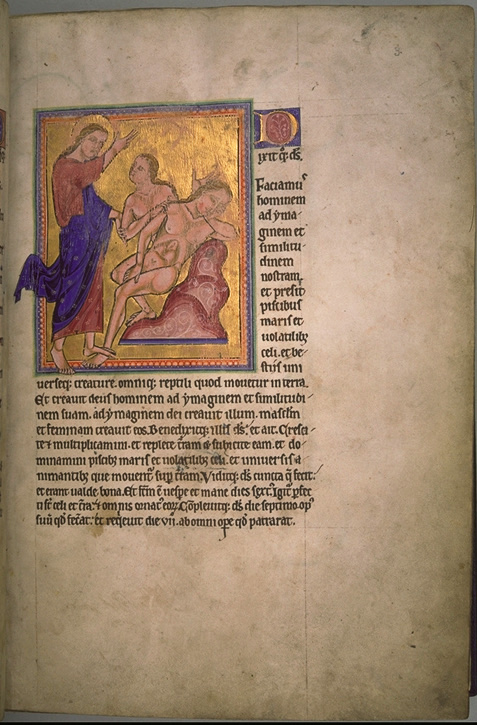
Создание Евы, средневековая рукопись.

В Книге Бытия содержатся два параллельных рассказа о Сотворении мира и человека:
- Первый рассказ: 1:1 — 2:3;
- Второй рассказ: 2:4 — 3:24.

Согласно первому варианту (Быт. 1:26—29), прародители человечества — мужчина и женщина — созданы «по образу Божьему» (Быт. 1:27) в конце шестого дня творения, и им дано господствовать над всей землёй и живыми существами (Быт. 1:27).
Согласно второму (Быт. 2:7—25; 3:1—24), Бог вылепил человека (адам) из «праха земного» (адама), вдохнул жизнь в его ноздри и поместил его в Сад Эдемский (Быт. 2:7). Позже Бог усыпил Адама, взял одно из его рёбер и сотворил из него первую женщину — Еву, которая стала женою для первого человека (Быт. 2:21, 22). «И были оба наги, Адам и жена его, и не стыдились».

### Грехопадение и изгнание из Эдема
Согласно Книге Бытия, змей, будучи «хитрее всех зверей полевых, которых создал Господь Бог» (Быт. 3:1), уловками и хитростью убеждал Еву попробовать плод запретного Дерева познания добра и зла (Быт. 3:1—5). Ева отказывалась, говоря, что Бог запретил есть плоды с этого дерева, так как съевший их умрёт. Змей убеждал её, что она не умрёт: «Вы будете как боги, знающие добро и зло» (Быт. 3:5). Наконец, она поддалась уговорам змея, так как увидела, что дерево было хорошо, приятно для глаз и вожделенно, потому что дает знание. После этого она дала плоды и Адаму (Быт. 3:6). В результате Адам и Ева познали добро и зло, осознали свою наготу и спрятались от Бога (Быт. 3:1—8).
В результате Еве было определено «в болезни рождать детей» и находиться в подчинении у мужа (Быт. 3:16—19). Люди перестали быть бессмертными (Быт. 3:22).
Адам нарёк имя своей жене Ева, так как она стала матерью всех живущих (Быт. 3:20). После этого Бог сделал Адаму и Еве «кожаные одежды» и выслал их из Эдемского сада. Чтобы люди не смогли вкусить плодов Дерева жизни, у входа в Эдемский сад был поставлен херувим для охраны дерева (Быт. 3:21—24).

### После изгнания из Эдема
Адам познал свою жену Еву, и та зачала и родила Каина. Затем Ева зачала снова и родила Адаму второго сына — Авеля (Быт. 4:1, 2). В возрасте 130 (230) лет Адам произвёл на свет третьего сына — Сифа (Шета), который, будучи предком Ноя, стал, тем самым, одним из родоначальников всего человечества; род от других сынов Адама погиб во время Всемирного потопа (Быт. 7:21).

## Место погребения Евы

### В иудейской традиции
Пещера Махпела (ивр. מְעָרַת הַמַּכְפֵּלָה‎, Ме‘ара́т а-махпэла́ — букв. «Двойная пещера»; араб. الحرم الإبراهيمي‎, Хара́м-ал-Ибраһи́ми) — склеп патриархов в древней части Хеврона. В еврейской традиции название в основном интерпретируется как указание на двойную пещеру или, как и название «Кирьят-Арба» (букв. город четырёх), соотносится с четырьмя парами, похороненными в пещере: Адам и Ева, Авраам и Сарра, Исаак и Ревекка, Иаков и Лия.

### В мусульманской традиции
Могила Евы (араб. مقبرة أمنا حواء‎ — Мукбарат уммина Хавва) — могила, почитаемая по мусульманской традиции, как захоронение праматери Евы. Находится в городе Джидде. Политик, путешественник и литератор Анжело Пэшэ (1864—1925) упоминал могилу Хаввы в своей книге о Джидде.

Так описывал могилу Евы в 1895 году сотрудник российского консульства в Джидде Шакирзян Ишаев: 
Особых достопримечательностей в городе нет, исключая могилы Евы, находящейся за городом, посреди большого кладбища. Могила праматери всех людей имеет в длину до 60 аршин, в голове поставлено что-то вроде мраморной плиты с арабскими надписями, и растет финиковая пальма, в ногах растут какие-то кустарники. Над срединой могилы построены два помещения под одной крышей: одно из них считается мечетью, а в другом имеется гробница, к которой приходят паломники и прикладываются. … Как сказано выше, могилу Евы окружает кладбище.

## В мусульманской традиции
Имя жены Адама в Коране не упоминается, она фигурирует лишь в качестве его «супруги».
В исламской традиции имеются повествования о том, что Адам после грехопадения сошёл на землю на острове Цейлон, а Ева (Хавва) — в Джидде (Аравия). На протяжении 200 лет они раскаивались и молили Аллаха простить их. Их мольбы были приняты Аллахом: Он простил им грех и обязал совершить хадж. Выполняя это повеление Аллаха, Адам и Хавва встретились после долгой разлуки в долине Арафат.
Путешественник и поэт XII века Ибн Джубайр, рождённый в Валенсии, писал о Джидде в записной книжке о том, что в этом городе есть древнее сооружение, которое считается местом пребывания Хаввы, матери рода человеческого, когда она направлялась в Мекку.
Затем Адам и Хавва отправились в современную Сирию, где у них родилось многочисленное потомство. В мусульманской традиции считается, что Ева рожала 120 раз, каждый раз двойню, мальчика и девочку. В некоторых преданиях говорится, что Адам прожил 2000 лет, а Хавва умерла через 40 лет после его смерти.
В одном из хадисов говорится следующее: «Обходитесь с женщинами хорошо, ведь, поистине, женщина сотворена из ребра, а наибольшей кривизной отличается верхняя его часть, и если ты попытаешься выпрямить ребро, то сломаешь его, а если оставишь его в покое, то оно так и останется кривым, а поэтому (всегда) обходитесь с женщинами хорошо.».

## В оккультизме
В книге Папюса говорится о «Иеве», что означает цикл числа четыре, так же как четыре стороны небес.

## В переносном значении

### В антропогенезе
В терминологии антропогенеза митохондриальная Ева — это гипотетический женский индивид, митохондриальная ДНК которой имеется у всех женщин вида. Это не значит, что она была единственной «праматерью» человечества (одновременно с ней жили и вносили вклад в генофонд человечества и другие женщины) или что тогда выделился наш вид. Митохондриальная Ева всех современных людей жила примерно 140—280 тысяч лет назад.

### В астрономии
В честь Евы назван астероид (164) Ева, открытый в 1876 году.

## Образ Евы в кино
- Библия / The Bible: In The Beginning (1966, Италия-США). В роли Евы Улла Бергрид.
- Божественная комедия (1973). Еву озвучила Нина Самошина.
- Библия (мини-сериал) / The Bible (2013; США). Режиссёр Тони Митчелл. В роли Евы — Дарси Линкольн.
- Ной / Noah (2014; США). Режиссёр Даррен Аронофски, в роли Евы Ариан Райнхарт.
- Люцифер / Lucifer (2016—2021;США). Режиссёр Лен Уайзман, в роли Евы Инбар Лави.